# Kašna Bernarda Calbó

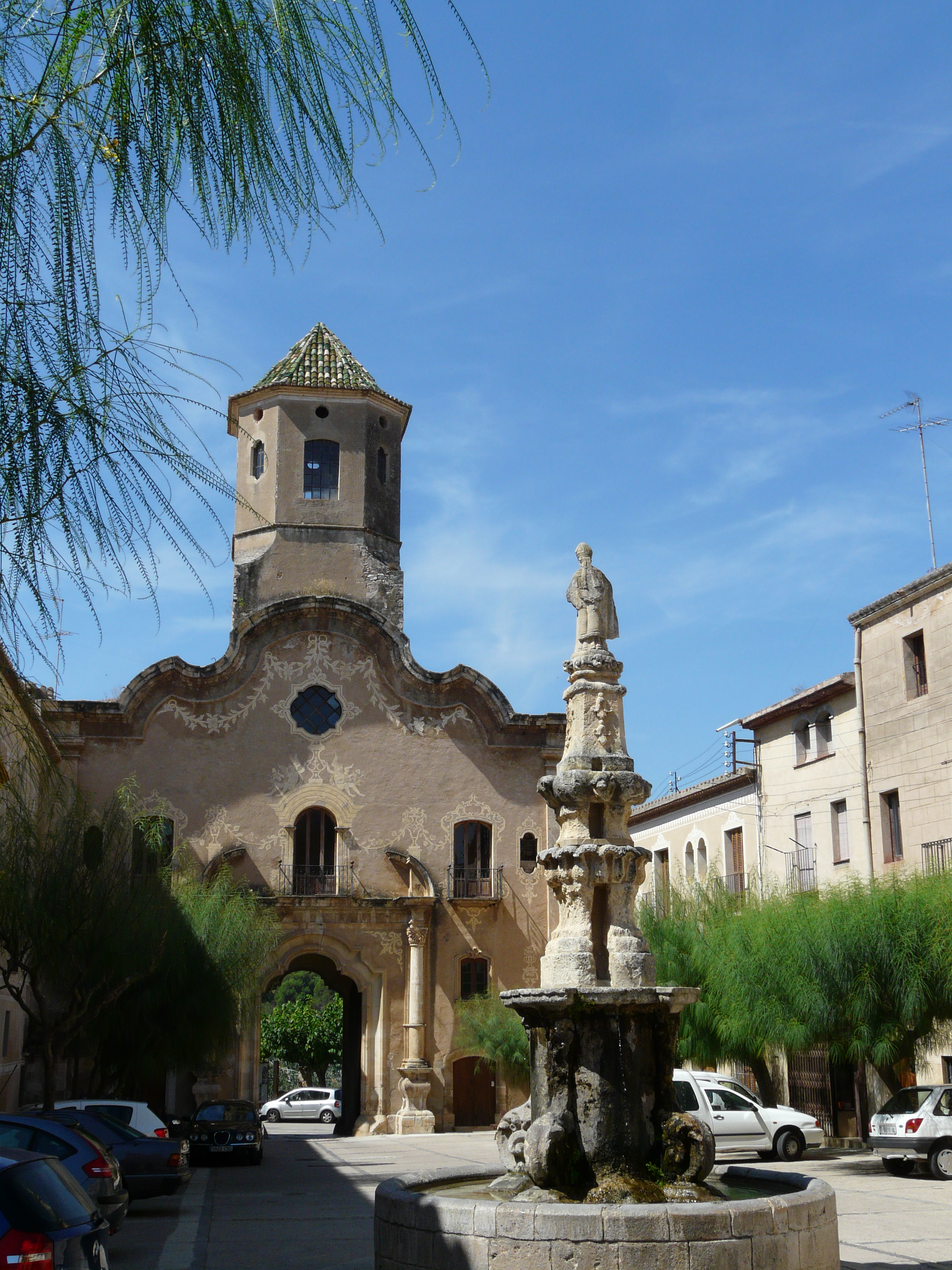
Kašna Bernarda Calbó

Kašna Bernarda Calbó je kašna na území obce Aiguamúrcia v katalánské provincii Tarragona. Je zahrnutá do soupisu architektonického dědictví Katalánska (IPAC 2228).

## Popis
Kašna byla postavena v 18. století na náměstí stejného jména a je zasvěcena sv. Bernardu Calbó. Byla obnovena v roce 1931 organizací barcelonských Přátel starého umění.
Skládá se z kruhové nádrže z kamene a ústředního pilíře, na jehož vrcholu je socha patrona. Původní systém kanálů  umožňoval tryskat vodu v různých výškách.